# 香港路站
香港路站位于中华人民共和国湖北省武汉市江汉区和江岸区交界，是武汉地铁3号线、6号线和7号线的地铁换乘站。

## 车站概况
香港路站地处城市中心区，位于汉口建设大道与香港路交汇处，是武汉市轨道交通线网中3、6、7号线三线换乘枢纽车站。周边地块规划为商业、金融、居住、办公用地，是武汉金融中心的重要组成部分。3、7号线与6号线呈“十”字形布置于建设大道与香港路交叉口下方，车站总建筑面积5.37万平方米，共设8个出入口、5组风亭、3个紧急疏散口和2部出地面的垂直电梯。3、7号线车站沿建设大道方向跨香港路布置，为地下三层叠错岛式站台车站；6号线车站沿香港路方向跨建设大道布置，为地下一层侧式站台车站。
香港路站3、7号线采用重叠双岛同向同站台平行换乘，与6号线形成“十”字侧岛节点换乘。本站3、7号线与6号线采用“十”字侧岛换乘形式后，为避免加大车站埋深，6号线站台与3、7号线站厅同层布置在地下一层，6号线站台两侧自然形成两处较大规模的共享大厅。
车站分地下三层，最大埋深超过30米，最深处相当于地下10层楼的高度。因为要同时满足3条地铁线的客流在不同楼层换乘，香港路站换乘电动扶梯多达28部。在地下三层站台，有三组共6部长扶梯直达地下一层站厅，与6号线站台无缝对接，这6部电动扶梯长度约31米，垂直提升高度达到14.6米，乘客在扶梯上相当于一次上了5层楼。
在地下一层，沿香港路方向的地铁6号线站台将东、西两大站厅隔开,通过6号线头顶一座上跨的过轨廊桥，乘客就能方便地穿行东、西站厅，并在6号线两个不同方向自由换乘；地下二、三层是地铁3号线、地铁7号线共用的岛式站台层，沿建设大道靠站台北侧是3号线轨道，两条相反方向轨道分上下布置在二、三层站台同侧，其中，3号线往沌阳大道站方向站台位于二层，3号线往宏图大道站方向站台则位于三层；在站台南侧就是7号线轨道，7号线往园博园北方向位于地下二层，往青龙山地铁小镇方向位于地下三层。

### 楼层分布
| 地面      |                                                | 地鐵出入口                                                           |  |
| 夹层      | 北站廳層                                       | 售票機、客服中心、武漢通充值、往F、G出口                             |  |
| 夹层      | 穿堂層                                         | 6号线站台换转通道                                                    |  |
| 夹层      | 南站廳層                                       | 售票機、客服中心、武漢通充值、往B、C出口                             |  |
| 地下 一層 | 東站廳層                                       | 售票機、客服中心、武漢通充值、洗手間、電扶梯通往對面站台、往D、E出口 |  |
| 地下 一層 | 側式月台，右邊車門將會開啟                     |                                                                      |  |
| 地下 一層 | █ 6号线列車往新城十一路（三眼橋站）            |                                                                      |  |
| 地下 一層 | █ 6号线列車往東風公司（苗栗路站）              |                                                                      |  |
| 地下 一層 | 側式月台，右邊車門將會開啟                     |                                                                      |  |
| 地下 一層 | 西站廳層                                       | 售票機、客服中心、武漢通充值、洗手間、電扶梯通往對面站台、往A、H出口 |  |
| 地下 二層 |                                                | █ 3号线列車往沌陽大道（菱角湖站）                                    |  |
| 地下 二層 | 島式月台，3號線左邊車門、7號線右邊車門將會開啟 |                                                                      |  |
| 地下 二層 | █ 7号线列車往園博園北（取水樓站）              |                                                                      |  |
| 地下 三層 |                                                | █ 3号线列車往宏圖大道（惠濟二路站）                                  |  |
| 地下 三層 | 島式月台，3號線右邊車門、7號線左邊車門將會開啟 |                                                                      |  |
| 地下 三層 | █ 7号线列車往青龍山地鐵小鎮（三陽路站）        |                                                                      |  |

### 車站出口
香港路站共设8个出入口，部分出入口从地下、地上无缝对接周边写字楼、商超、酒店等地方，市民进出站都比较方便。其中，A、D、E、H4个出入口与3号线同步开放。A口位于武汉市房地产交易市场门前，D口在澳门路口，三眼桥路口的E口对接家乐福，H口则位于高雄大酒店门前。另外有B、F、G3個出口與6号线开通而同步開放。B口位於武漢市兒童醫院對面，F口在禧邦可廣場門前，G口則對接中華城。
|                                                 |      |      | |
|                                                 |      |      | |
|                                                 |      |      | |
| 出口編號                                        | 設施 | 照片 | 建議前往的目的地 |
| A                                               |      |      | 建設大道 高雄路、惠濟路、湖北省武漢稅收博物館、武漢市住房保障及房屋管理局、武漢香格里拉大酒店、惠西小區、高雄88號寫字樓 |
| B                                               |      |      | 香港路 惠濟路、西馬路小學、惠東花園、武漢市婦女兒童醫療保健中心                                                         |
| D                                               |      |      | 建設大道 澳門路、惠濟路、武漢長江航運總醫院、武漢婦女兒童醫療保健中心、浙商大廈                                         |
| E                                               |      |      | 建設大道 三眼橋路、黃孝河路、禧邦可廣場、王府花園、長航社區、武漢市育才小學、育才幼兒園                                 |
| F                                               |      |      | 香港路 香港路古玩城、華氏儒商花園                                                                                       |
| G                                               |      |      | 香港路 香江路、香江中路、武漢市文物監管市場、武漢有線電視台                                                             |
| H                                               |      |      | 建設大道 香港路、高雄路、武漢市國家稅務局、武漢圖書館、高雄大酒店                                                       |
| 注： 設有升降機 \| 設有輪椅升降台 \| 設有洗手間 |      |      | |

### 车站特色
香港路站位于武汉繁华的商业中心，艺术设计主题为“寻梦风华”。整个站点设计以生命力旺盛而又清新自然的野生花卉植物为创作元素，既展示了武汉作为长江中下游特大中心城市未来发展的勃勃生机，又通过野生花草为地铁增添一丝野趣和浪漫，带给现代都市人朴素恬静、淡雅清新的感官享受。艺术墙设计灵感来源于中国传统绘画形式“国画”。运用水墨画的表现形式，将草木花卉生动地勾勒出来，产生浓淡相宜的视觉感受，充分展示灵动自然的水墨意境。

## 图集
- 香港路站3号线與7号线以同台换乘方式設計，圖為位於地下3層之共用岛式
- 香港路站6号线與車站大堂設於同一樓層
- 香港路站車站大堂以「尋夢風華」為藝術設計主題
- 6號線往東風公司方向站台
- 站內設置的藝術櫥窗

## 邻近地区
浙商国际大厦、汉口银行总部、武汉图书馆、武汉市房产交易中心、武汉税收博物馆、武汉市儿童医院、武汉市妇幼保健院、长江航运总医院、武汉市育才小学、武汉香格里拉酒店和万象城等。

### 内部链接
- 武汉地铁车站列表